# 黑森-卡塞爾的瑪麗 (1767-1852)
黑森-卡塞爾的瑪麗（丹麥語：Marie Sophie Frederikke af Hessen-Kassel，1767年10月28日—1852年3月22日），丹麥與挪威王后，丈夫是丹麥-挪威國王弗雷德里克六世。
瑪麗的父親是黑森-卡塞爾伯爵腓特烈二世的次子，日後的黑森選侯威廉一世的弟弟。瑪麗的母親是丹麥國王弗雷德里克五世的幼女，克里斯蒂安七世的妹妹。

## 家庭
1790年，瑪麗與表弟弗雷德里克六世結婚，兩人共有2子6女：
- 克里斯蒂安王子（1791年—1791年），夭折
- 瑪麗·路易絲公主（1792年—1793年），夭折
- 卡羅琳公主（1793年—1881年）
- 路易絲公主（1795年—1795年），夭折
- 克里斯蒂安王子（1797年—1797年），夭折
- 朱麗安娜·路易絲公主（1802年—1802年），夭折
- 弗蕾德里克·瑪麗公主（1805年—1805年），夭折
- 威廉明妮·瑪麗公主（1808年—1891年），嫁給日後的丹麥國王弗雷德里克七世，但兩人在弗雷德里克成為王儲之前即離婚